# Altar (album)
Altar je sedmé studiové album portugalské skupiny The Gift. Vydáno bylo 7. dubna roku 2017. Nahráno bylo ve studiích ve španělské Galicii a portugalském Alcobaça. Orchestrální party byly nahrány v Londýně. Album produkoval Brian Eno, který je rovněž spoluautorem písní a v části písně „Love Without Violins“ rovněž zpíval. Desku mixoval Flood. Album vznikalo dva roky. Altar je prvním albem kapely, které je zpíváno výhradně v anglickém jazyce.

## Seznam skladeb
1. I Loved It All (Intro) – 4:40
2. Clinic Hope – 4:41
3. Big Fish – 4:48
4. Love Without Violins – 4:47
5. Vitral – 4:35
6. Malifest – 4:22
7. You Will Be Queen – 4:34
8. Lost and Found – 5:00
9. Hymn to Her – 4:40
10. What If… – 4:36